# Tenkterer
Tenktererna eller Tenchteri eller Tenctheri (i Plutarchos grekiska, Tenteritē och möjligen desamma som Tenkeroi som har nämnts av Klaudios Ptolemaios, ) var en germansk folkstam som tillhörde den istaevonska folkgruppen som  drevs år 58 f.Kr. in i Gallien till det område som ligger på den norra och den östra banken av lägre Rhen mellan floderna Main och Lippe (flod), väster om Teutoburgerskogen. Tenktererna blev först kända från de bevarade verken av antika författare som Julius Caesar och Tacitus. I december 2015 fann arkeologer lämningar av tenktererna i Nederländerna. Tacitus nämner att de gjort sig kända som ett modigt ryttarfolk. De tillhörde förmodligen de folkstammar som efter svebernas intrång i Gallien under Ariovistus år 70 f.Kr. inföll på romerskt område innan Julius Caesar lyckades tvinga dem tillbaka. Germanerna började dock efter detta att uppträda allt fientligare mot romarna, och år 16 f.Kr. besegrar sugambrerna tillsammans med tenkterer och usipeter en romersk här på galliskt område. Germanerna började dock efter detta att uppträda allt fientligare mot romarna, och år 16 f.Kr. besegrar sugambrerna tillsammans med tenkterer och usipeter en romersk här på galliskt område. Den romerske härföraren Drusus den yngre lyckas dock besegra germanerna vid Rhen år 9 f.Kr. År 6 f.Kr. kräver därför kejsar Tiberius en stor tribut och underkuvelse från dessa folkstammar. Området öster om övre Rhen avfolkades och tenkterernas, usipeternas och tribanternas områden avfolkades och dessa tvingades västerut.
I sin De Bello Gallico beskriver Julius Caesar hur två stammar, tenktererna och usipeterna, hade drivits från sina traditionella länder av de germanska sveberna, vilkas militära dominans hade lett till ständigt krig och att jordbruket missköttes. Var detta ursprungliga hemland för de två stammarna låg är oklart, men vid tiden för Caesars ankomst hade sveberna bosatt sig i ett mycket stort skogsområde öster om ubierna, som vid denna tid bodde på östbanken av Rhen, på motsatta stranden där Köln befinner sig idag. Det har hävdats att tenktererna och usipeterna specifikt kan ha kommit från området vid Weser öster om sugambrerna, eftersom det är nära det ställe där de två stammarna dök upp vid Rhen, och Caesar rapporterar sveber i detta område. Det skulle också förklara tenkterernas och usipeternas uppenbarligen vänliga relationer med sugambrerna, som kan ha varit deras traditionella grannar. I senare romerska tider beboddes detta område, som förut hade bebotts av sveberna, av chatterna.
Plutarchos rapporterar att 
  Cato, när han var tillbaka i Rom, sade att Caesar borde överlämnas till barbarerna, och därmed skulle man kunna fortsätta att upprätthålla vapenvilan å stadens vägnar och vända sig mot den skyldige. Av dem som hade korsat Rhen till Gallien skars fyra hundra av dem i bitar, och de få som lyckades ta sig tillbaka mottogs av sugambrerna, ett germanfolk. Detta anklagade Caesar sugambrerna för, och dessutom eftertraktade han äran av att vara den förste som korsade Rhen med en armé.

## Senare omnämnanden
År 16 f Kr. korsade tenktererna, usipeterna och sugambrerna Rhen en gång till och anföll Gallien. Marcus Lollius besegrades och de germanska stammarna tog standaret från den romerska femte legionen.
Efter den romerska freden omkring 200 e.Kr. hade de germanska folkstammarna organiserat sig i större folkgrupper, och tenktererna var ett av de folk som gick upp i frankerna, tillsammans med sveber (främst semnoner) samt tenkterernas istaevonska släktfolk som usipeter och tribanter. De (allemannerna) är ibland delvis synonyma med de sveber som senare tillsammans med bl.a. visigoterna vandrade till den Iberiska halvön och grundade långlivade riken där.